# Сферофиза солонцовая
Сферо́физа солонцо́вая (лат. Sphaeróphysa sálsula) — многолетнее травянистое растение; вид рода Сферофиза семейства Бобовые.
Лекарственное растение, источник алкалоида сферофизина. Кормовое растение в местах естественного произрастания и злостный сорняк в посевах.

## Ботаническое описание

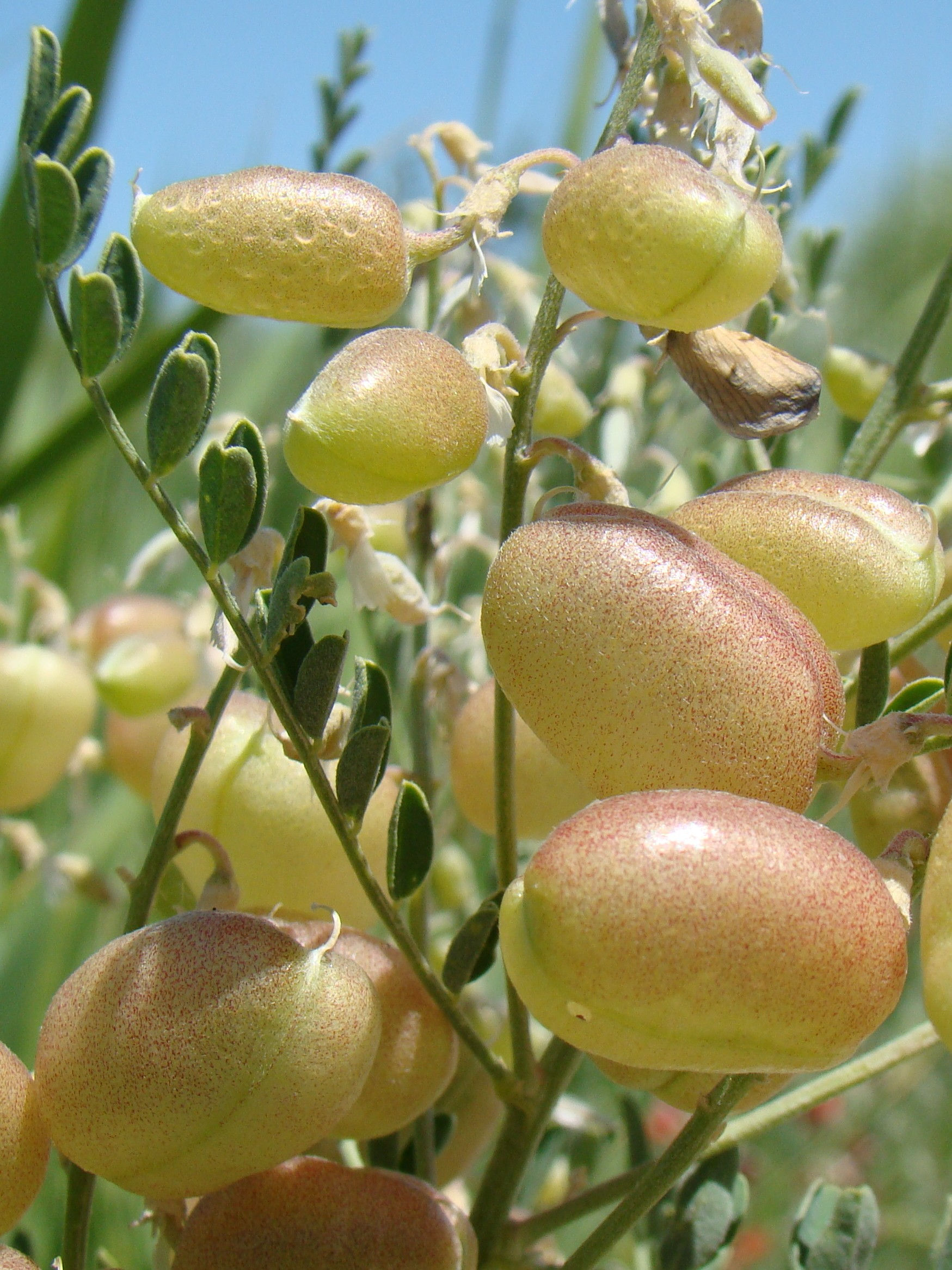
Незрелые бобы
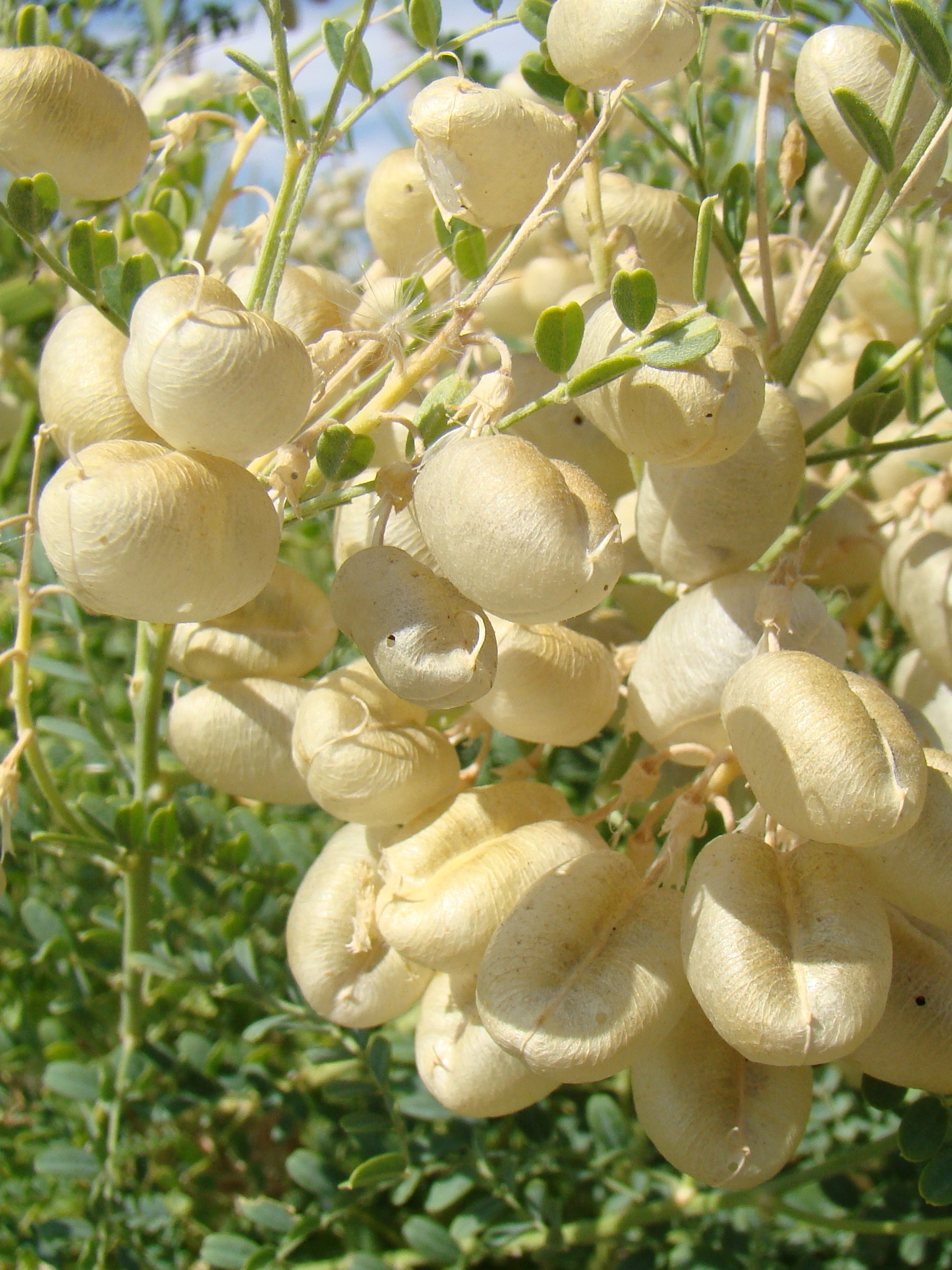
Созревшие бобы

Многолетнее травянистое растение высотой 30—80 см с длинным шнуровидным корневищем. Стебель прямостоящий, ветвистый, покрыт короткими прижатыми волосками.
Листья непарноперистые, 4—10 см длиной, с шестью — десятью парами эллиптических листочков. Прилистники острые, ланцетные, 2 мм длиной.
Цветки в многоцветковых пазушных кистях. Чашечка колокольчатая, 5-зубчатая. Венчик кирпично-красный, 1,3—1,5 см длиной и 1 см шириной, флаг округлый, слегка выемчатый, крылья серповидно-продолговатые, изогнутые, почти равные по длине лодочке. Цветёт в апреле — августе.
Бобы невскрывающиеся, многосемянные, голые, шаровидные или продолговато-округлые, вздутые, 15—30 мм длиной и 10—20 мм шириной. Семена 1,5 мм длиной, чёрные, почковидные, гладкие.

## Распространение и среда обитания
Произрастает на сырых солончаковых лугах, в солонцеватых степях, на бугристых песках и по берегам рек. Часто встречается по межам, в полях, садах и огородах.
Азиатский вид: распространён в странах Средней Азии, в Афганистане, Иране, Азербайджане, на северо-западе Китая, в Монголии, в России — в Дагестане, в Западной и Восточной Сибири.
Как сорное растение распространился и на других континентах. Засоряет сады, хлопковые плантации, поля люцерны.

## Хозяйственное значение и применение
Сферофиза солонцовая в местах естественного произрастания круглый год служит кормом крупному рогатому скоту и верблюдам.
Является злостным сорняком для посевов риса, хлопчатника и люцерны. Семена схожи с семенами последней, что благоприятствует распространению.
Лекарственные свойства сферофизы обусловлены содержанием во всех частях растения алкалоида сферофизина, по действию сходного с эрготином и являющегося кровоостанавливающим и понижающим кровяное давление средством, которое до недавнего времени использовалось в медицинской практике.

## Таксономия

### Синонимы
По данным The Plant List на 2010 год, в синонимику вида входят:
- Colutea caspica M.Bieb.
- Phaca salsula Pall.
- Swainsona salsula (Pall.) Taub.
- Swainsonia salsula (Pall.) Taub.